# شیخ تیدیان سک
چیک تایدیان سک (انگلیسی: Cheick Tidiane Seck؛ زادهٔ ۱۱ دسامبر ۱۹۵۳) یک موسیقی‌دان اهل مالی است.
چک تیدیان سک (به انگلیسی: Cheick Tidiane Seck) (زاده ۱۱ دسامبر ۱۹۵۳) یک موسیقی‌دان، تنظیم‌کننده و آهنگساز اهل مالی است. او برای هنرمندان آفریقایی از جمله فلا کوتی، موری کانته، سالیف کیتا، یوسو ندور و برای گروه‌های جاز (هنک جونز، دی دی بریج واتر) نوشته و با آنها نوازندگی کرده است. او همچنین با نوازندگان Damon Albarn (Blur، Gorillaz، Rocket Juice & the Moon) و Mamadou Diabate (Masaba Kan) همکاری کرده است.